# Новосокулацька сільська рада
Новосокула́цька сільська рада (рос. Новосокулакский сельский совет) — сільське поселення у складі Сарактаського району Оренбурзької області Росії.
Адміністративний центр — село Новосокулак.

## Населення
Населення — 527 осіб (2019; 595 в 2010, 647 у 2002).

## Склад
До складу сільської ради входять:
| Населений пункт    | Населення, осіб (2002) | Населення, осіб (2010) |
| ------------------ | ---------------------- | ---------------------- |
| Іслаєвка, присілок | 64                     | 32                     |
| Новосокулак, село  | 583                    | 563                    |